# JDeveloper
JDeveloper je integrované vývojové prostředí (IDE – Integrated Development Environment) od firmy Oracle Corporation pro tvorbu programů převážně v jazyce Java a pro vývoj v SOA (Service Oriented Applications) standardu. Oracle JDeveloper poskytuje nástroje pro úplný životní cyklus aplikací. Podporuje jejich modelování, kódování, ladění, testování a nasazení.
JDeveloper je sice primárně určen pro vývoj aplikací v Java jazyce, je zde ale zakomponovávána i podpora pro jiné jazyky jako například JavaScript, PHP, PL/SQL (procedurální proprietární jazyk DB Oracle), vytváření HTML stránek, podpora pro XML apod. Vývojové prostředí je založeno na standardech JDK (Java Development Kit) a J2EE (Java to Enterprise Edition).
Oracle Corporation je firma, která se původně zabývala výhradně vývojem stejnojmenné databáze Oracle. Její současné aktivity jsou dnes mnohem větší. JDeveloper poskytuje proto kromě standardní podpory pro programování i další možnosti hlavně v oblasti integrace komponent (JavaBeans, EJB, Web Services) do svých produktů (Oracle Database, Oracle Application Server).
JDeveloper je volně šiřitelný při dodržení licenčních podmínek uvedených na stránkách Oracle Technet. Pro stažení je potřeba se nejprve zaregistrovat.